# Gig Harbor
Gig Harbor è una città degli Stati Uniti d'America, situata nello Stato di Washington e in particolare nella Contea di Pierce.